# Pegomya robusta
Pegomya robusta är en tvåvingeart som beskrevs av Masayoshi Suwa 1974. Pegomya robusta ingår i släktet Pegomya och familjen blomsterflugor. Inga underarter finns listade i Catalogue of Life.